# Мубан
Мубан (таи หมู่บ้าน) — административная единица четвёртого порядка в Таиланде.

## Общие сведения
Как правило, обозначение «мубан» переводится как «деревня» или «сельская коммуна». Административно «мубан» входят в тамбоны, единицы третьего порядка (общины). В 2009 году в Таиланде насчитывалось 74 956 мубан, объединённых в 7 255 тамбонов. В среднем в мубан входят 144 деревенских хозяйства, в которых проживало 746 членов семьи (данные на 1990 год).
«Мубан» далеко не всегда соответствует одному поселению или деревне. Крупные селения обычно разделены на несколько «мубан», в то же время один «мубан» могут составлять многие малые посёлки. При именовании таиландских сельских поселений слово «мубан» обычно сокращается до «бан» (บ้าน), что обозначает «деревня» или «дом».

## Система управления
Мубан возглавляет Пху-Яй-Бан (ผู้ใหญ่บ้าน — главный по деревне, "староста деревни"). Его выбирает сельский сход и затем утверждает в должности Министерство внутренних дел. Ранее избранный Пху-Яй-Бан оставался на своём посту пожизненно, однако сейчас срок его деятельности ограничивается пятью годами, после чего он имеет право вновь выставить свою кандидатуру на новых выборах. Каждый Пху-Яй-Бан имеет двух помощников, один из которых занимается вопросами управления, а другой — вопросами безопасности. Также в мубанах создаются Сельские комитеты при Пху-Яй-Бане, состоящие из выбранных членов сельской общины и исполняющие совещательные функции.
Как редкое исключение существуют в Таиланде также «мубан», находящиеся на территории городов. В них должность «старосты деревни» (Пху-Яй-Бан) не предусмотрена.